# Mylo
Myles MacInnes (nascido em 10 de maio de 1978, Broadford, Skye, Escócia), conhecido como Mylo, é um compositor de música eletrônica.